# 7807 Grier
7807 Grier eller 1975 SJ1 är en asteroid i huvudbältet som upptäcktes den 30 september 1975 av den amerikanska astronomen Schelte J. Bus vid Palomar-observatoriet. Den är uppkallad efter Jennifer Grier.